# Eugênio de Barral, 4.º Marquês de Monferrato
João Horácio José Eugênio de Barral (em francês: Jean Horace Joseph Eugène de Barral; Bourges, 19 de outubro de 1812 – Paris, 21 de março de 1868), mais conhecido simplesmente como Eugênio, foi Conde de Barral e Marquês de Monferrato. Era marido de Luísa Margarida de Barros Portugal, com quem casou em 1837. Eugênio também era primo de 5.º grau de Napoleão Bonaparte.